# オーエス劇場
オーエス劇場（オーエスげきじょう）は、大阪府大阪市西成区にある大衆演劇・劇場である。

## 概要
- 営業時間：昼の部12:00 - ・夜の部17:00 -
- 入場料金：大人1,300円・子供800円（指定席+300円・桟席+200円）
- 座席数：230席

## 沿革
- 1954年（昭和29年） - 浪曲を上演するための劇場として開場[1]。

## 所在地
大阪府大阪市西成区山王2丁目14-20

## アクセス

### 鉄道
- Osaka Metro御堂筋線・堺筋線動物園前駅
- 南海高野線萩ノ茶屋駅
- 阪堺電気軌道阪堺線今池停留場
- 西日本旅客鉄道（JR西日本）・南海電気鉄道（南海）新今宮駅

### バス
- 大阪シティバス今池駅前停留所

### 自動車
- 阪神高速1号環状線なんば出口から10分

## その他
- 西成区には、オーエス劇場以外の大衆演劇・劇場に、梅南座と鈴成座がある。